# Roldanillo (ort)
Roldanillo är en ort i Colombia.   Den ligger i departementet Valle del Cauca, i den centrala delen av landet, 230 km väster om huvudstaden Bogotá. Roldanillo ligger 945 meter över havet och antalet invånare är 27 561.
Terrängen runt Roldanillo är kuperad västerut, men österut är den platt. Runt Roldanillo är det ganska tätbefolkat, med 124 invånare per kvadratkilometer. Närmaste större samhälle är Zarzal, 9,4 km öster om Roldanillo. I omgivningarna runt Roldanillo växer i huvudsak städsegrön lövskog.